# توماس نوغوشي
توماس نوغوشي (باليابانية: トーマス野口) هو طبيب شرعي ‏ ياباني وأمريكي، ولد في 4 يناير 1927 في اليابان.

## وصلات خارجية
- توماس نوغوشي على موقع IMDb (الإنجليزية)
- توماس نوغوشي على موقع إن إن دي بي (الإنجليزية)
- توماس نوغوشي على موقع قاعدة بيانات الفيلم (الإنجليزية)